# Société Deulin
La Société Deulin, dirigée par Alexandre Deulin, a ouvert la fosse de Saint-Remy-Chaussée vers la fin du XVIIIe siècle et le début du XIXe siècle, sur le territoire de Saint-Remy-Chaussée. Cette fosse est particulière en ce sens où elle est isolée dans l'arrondissement d'Avesnes-sur-Helpe, à environ 25 kilomètres au sud-est du bassin minier du Nord-Pas-de-Calais. À cette époque, les limites du bassin sont encore mal connues, quelques entrepreneurs tentent alors de rechercher la houille dans des zones encore inexplorées. Dans ce cas, les recherches sont situées bien trop au sud de la formation houillère, par conséquent, le charbon n'a jamais été trouvé.

## Historique
En 1783, le Sieur Deulin pousse jusque 150 pieds l'approfondissement d'une fosse ouverte à Saint-Remy-Chaussée et prétend y avoir trouvé le charbon. Il obtient le 16 mai 1786 le privilège exclusif d'exploiter pendant vingt ans les mines des environs de Landrecies et de Maubeuge.
Le 25 février, le même Alexandre Deulin, de Maroilles, demande une permission provisoire d'un an pour continuer les recherches de Saint-Remy-Chaussée, où il a creusé, dit-il, un puits de 230 pieds, où tout annonce la présence de houille. En 1819 et 1820, il demande une concession définitive, pour remplacer celle du 16 mai 1786 dont il produit le titre, et qui est expirée depuis le 16 mai 1806. L'administration lui répond que son titre ayant expiré, sa demande entre dans le cadre ordinaire de la loi, et il lui est donné satisfaction en la mettant aux affiches.
D'après les Annales des Mines, deux puits de recherche ont été creusés.